# Anastassia Dmytrouk
Anastassia Mykolaïvna Dmytrouk (en ukrainien : Анастасія Миколаївна Дмитрук), née le 31 janvier 1991 à Nijyn, est une poétesse ukrainienne.

## Biographie
Elle a étudié à l'Institut polytechnique de Kiev. Son poème le plus connu est ukrainien : Никогда мы не будем братьями, Nous ne serons jamais frères, en réponse à l'annexion de la Crimée par la Russie en 2014. Elle a aussi écrit Poutine en tant que type religieux (Путин как религиозный тип) et Événement historique à travers les yeux des participants et des observateurs : Lougansk au printemps-été 2014 (Историческое событие глазами участников и наблюдателей: Луганск весной-летом 2014 года).